# Olympische Winterspiele 2014/Teilnehmer (Bosnien und Herzegowina)
| Gelbes Symbol für Goldmedaillen mit stilisierten Olympischen Ringen | Graues Symbol für Silbermedaillen mit stilisierten Olympischen Ringen | Braundes Symbol für Bronzemedaillen mit stilisierten Olympischen Ringen |
| ------------------------------------------------------------------- | --------------------------------------------------------------------- | ----------------------------------------------------------------------- |
| —                                                                   | —                                                                     | —                                                                       |

Bei den Olympischen Winterspielen 2014 nahm Bosnien und Herzegowina mit fünf Athleten in drei Wettbewerben teil.

## Teilnehmer nach Sportart

### Biathlon
| Athleten      | Wettbewerbe   | Zeit          | Fehler        | Rang          |
| ------------- | ------------- | ------------- | ------------- | ------------- |
| Frauen        |               |               |               |               |
| Tanja Karišik | 15 km Einzel  | nicht beendet | nicht beendet | nicht beendet |
| Tanja Karišik | 7,5 km Sprint | 25:06,8 min   | 2             | 78            |

### Ski Alpin
| Athleten       | Wettbewerb        | Zeit                     | Rang                     |
| -------------- | ----------------- | ------------------------ | ------------------------ |
| Männer         |                   |                          |                          |
| Igor Laikert   | Abfahrt           | 2:15,07 min              | 44                       |
| Igor Laikert   | Riesenslalom      | nicht beendet im 1. Lauf | nicht beendet im 1. Lauf |
| Igor Laikert   | Slalom            | nicht beendet im 2. Lauf | nicht beendet im 2. Lauf |
| Igor Laikert   | Super-G           | 1:24,20 min              | 50                       |
| Igor Laikert   | Super-Kombination | 2:55,70 min              | 28                       |
| Marko Rudić    | Riesenslalom      | 2:59,95 min              | 49                       |
| Marko Rudić    | Slalom            | nicht beendet im 1. Lauf | nicht beendet im 1. Lauf |
| Frauen         |                   |                          |                          |
| Žana Novaković | Riesenslalom      | 2:47,78 min              | 37                       |
| Žana Novaković | Slalom            | 1:55,99 min              | 26                       |

### Skilanglauf
| Athleten          | Wettbewerb        | Zeit          | Rang          |
| ----------------- | ----------------- | ------------- | ------------- |
| Männer            |                   |               |               |
| Mladen Plakalović | Sprint-Prolog     | 4:40,64 min   | 82            |
| Mladen Plakalović | 50 km Massenstart | nicht beendet | nicht beendet |
| Frauen            |                   |               |               |
| Tanja Karišik     | 10 km klassisch   | 41:34,6 min   | 72            |